# Milan-San Remo 1923

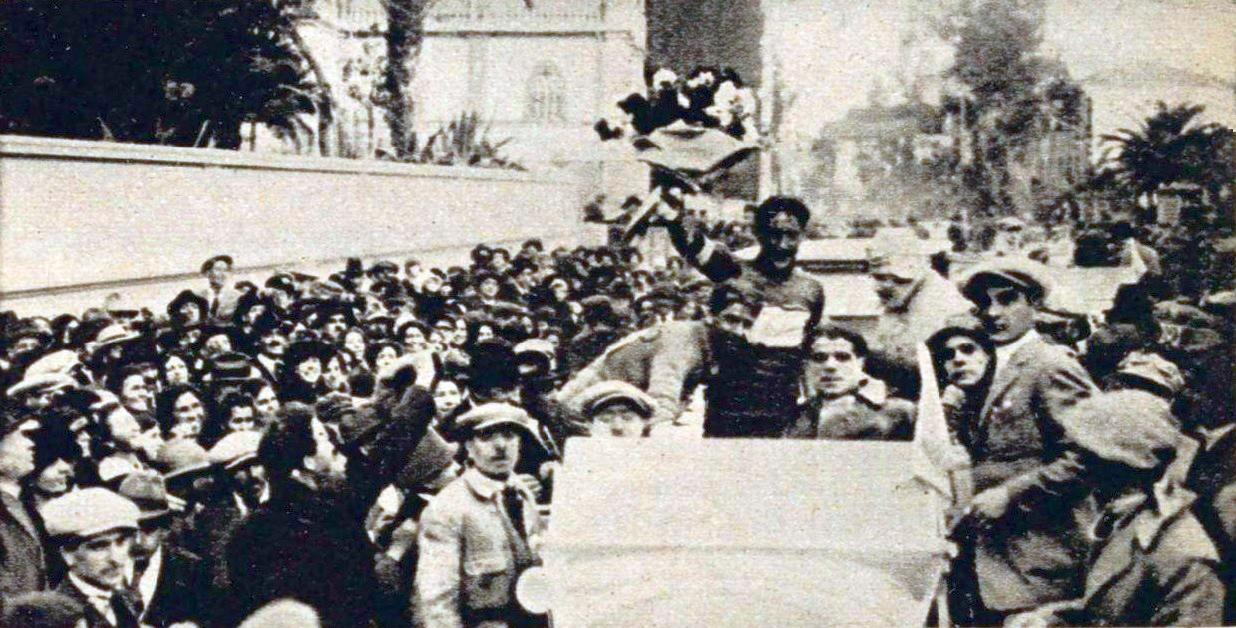
Costante Girardengo vainqueur de Milan-San Remo en avril 1923.

La 16e édition de la course cycliste, Milan-San Remo a eu lieu le 25 mars 1923 et a été remportée par l'Italien Costante Girardengo, déjà vainqueur en 1918 et 1921. 

## Classement final
|    | Cycliste            | pays   | Équipe          | Temps            |
| -- | ------------------- | ------ | --------------- | ---------------- |
| 1  | Costante Girardengo | Italie | Maino           | 10 h 14 min 00 s |
| 2  | Gaetano Belloni     | Italie | Legnano-Pirelli | m. t.            |
| 3  | Giuseppe Azzini     | Italie | Maino           | m. t.            |
| 4  | Giovanni Brunero    | Italie | Legnano-Pirelli | m. t.            |
| 5  | Pietro Bestetti     | Italie | Berettini-Monza | m. t.            |
| 6  | Bartolomeo Aimo     | Italie | Atala           | m. t.            |
| 7  | Camillo Arduino     | Italie | Atala           | m. t.            |
| 8  | Angelo Gremo        | Italie | Maino           | m. t.            |
| 9  | Ottavio Bottecchia  | Italie | Ganna           | m. t.            |
| 10 | Luigi Lucotti       | Italie | Maino           | m. t.            |